# I'm so sexy
《I'm so sexy》為韓國雙人企劃組合舞蹈基因所創作的單曲，此企劃組合由朴軫泳及劉在錫共同組成，且此單曲收錄在錄音室專輯《無限挑戰 嶺東高速公路歌謠祭》之中，此單曲由bugs!在2015年8月22日發行。

## 創作背景
在發行《I'm so sexy》前，朴軫泳曾向劉在錫推薦Demo曲《Bomb Bomb Bomb》，但劉在錫並不喜歡而催生了《I'm so sexy》，而該Demo曲進而改寫並收錄在PSY第八張正規專輯《4X2=8》之中。

## 表演
此首單曲於2015年8月13日在嶺東高速公路歌謠祭進行首次公演，並在8月22日播出後於各音源網站上線，此首單曲在表演前因降雨而導致場面濕滑，但最終仍成功演出。節目播出後朴軫泳在個人Instagram表示此首單曲為個人出道20年後首次以雙人團體上台，此單曲的編舞以「全身表达性感」作為主軸。
2015年12月31日，朴軫泳在MBC歷年舉辦的韓流音樂文化節獨自表演此首單曲，並以粉紅色的裝扮引起高度關注。

## 發行及銷售

### 發行紀錄
| 單曲            | 日期          | 形式     | 發行公司  |
| --------------- | ------------- | -------- | --------- |
| 《I'm so sexy》 | 2015年8月22日 | 數位下載 | NHN Bugs! |

### 排行

#### 銷售排行榜
| 榜單名稱（2015年） | 最高排名 |
| ------------------ | -------- |
| Gaon数字榜         | 5        |
| Gaon單曲下載榜     | 5        |
| Gaon手機排行榜     | 8        |
| Gaon BGM排行榜     | 5        |
| Gaon每週流動榜     | 5        |